# كين نج
كين نج (بالصينية: 伍健) هو حكم كرة قدم صيني، ولد في 1 مارس 1951.